# Ludomir Grzybowski
Ludomir Grzybowski – uczestnik powstania styczniowego, autor wspomnień Opis powstania polskiego w roku 1863 i 1864 w województwie krakowskim, które stanowią cenny materiał pamiętnikarski.
Urodził się 15 stycznia 1842 roku w Kielcach, jako syn Jana Grzybowskiego, urzędnika Sądu Kryminalnego i Augustyny z Lengników. Na chrzcie (28 marca 1842 r.) otrzymał imiona: Ludomir Ludwik Fabjan.
Był synem urzędnika sądu w Chęcinach. Do powstania styczniowego pracował w chęcińskim sądzie poprawczym jako archiwista. W okresie manifestacji patriotyczno-religijnych w latach 1860–1861, będąc mieszkańcem Chęcin, czynnie w nich uczestniczył. Pracował w organizacji cywilnej powstania.
Po wybuchu powstania styczniowego dołączył do oddziału Mariana Langiewicza na Świętym Krzyżu. Z oddziałem Langiewicza przeszedł cały szlak bojowy po Grochowiska. Po bitwie tej Langiewicz i część powstańców przeszła do Galicji i tam zostali aresztowani przez Austriaków. Grzybowski nie przeszedł. Od czerwca 1863 r. był w oddziale powstańczej żandarmerii Bogusza, następnie pod rozkazami Iskry, później Chmieleńskiego. W październiku 1863 roku trafił pod rozkazy gen. Hauke Bosaka. Służył w kawalerii. Ranny podczas potyczki pod Strojnowem 4 listopada 1863 r. został skierowany na leczenie. Do oddziału powrócił pod koniec 1863 r. Po klęsce opatowskiej 21 lutego 1864 r. ukrywał się w Rudzie Strawczyńskiej. W marcu 1864 r. został aresztowany i zamknięty w kieleckim więzieniu. Dzięki układom i łapówkom został zwolniony. Nie mogąc podjąć wcześniej wykonywanej pracy w administracji państwowej, został rachmistrzem w dobrach ziemskich Motkowice, należących do Lanckorońskich.
Mieszkając w Jankowicach (parafia Przybysławice) zawarł 3 października 1878 r. związek małżeński z Heleną Dąbską. Ślub odbył się w kościele parafialnym w Dobrowodzie.
Ludomir Grzybowski zmarł 11 grudnia 1919 r. Jest pochowany na cmentarzu Stare Powązki w kwaterze nr 222.
Wspomnienia spisane pod koniec XIX wieku, w których autor nie stylizuje się na bohatera i nie upiększa własnej przeszłości, dają barwny i przejmujący obraz powstańczej codzienności. Przedstawiony przez Grzybowskiego obraz powstania odbiega od heroicznych legend i stereotypów.
Pamiętnik Grzybowskiego opracowany przez Wiesława Cabana i Zdzisława Adamczyka wydany został w Kielcach w 1994 r. Oryginał przechowywany jest w Bibliotece Narodowej, a zakupiony został w 1963 r. od wnuka autora.